# Doutrina Estrada
A Doutrina Estrada é um ideal central da política externa do México desde 1930; de acordo com ela, os Estados não devem anunciar formalmente o reconhecimento diplomático de governos estrangeiros, pois isso poderia ser percebido como um julgamento sobre a legitimidade desse governo, e tal ação implicaria uma violação da soberania dos Estados.
A política é baseada nos princípios de não intervenção, resolução pacífica de disputas e autodeterminação. Em consonância com a Doutrina Estrada, o México até os dias atuais – e em contraste com a maioria dos outros países – não emite declarações formais de reconhecimento diplomático de novos governos ou Estados, mesmo em caso de países que sofrem golpes de Estado ou processos de ruptura democrática.
O nome da doutrina deriva de Genaro Estrada, secretário de Relações Exteriores durante a presidência de Pascual Ortiz Rubio (1930-1932). O secretário Estrada anunciou a doutrina num documento enviado aos embaixadores e demais representantes do México no exterior, datado de 27 de setembro de 1930.